# Almut Rudel

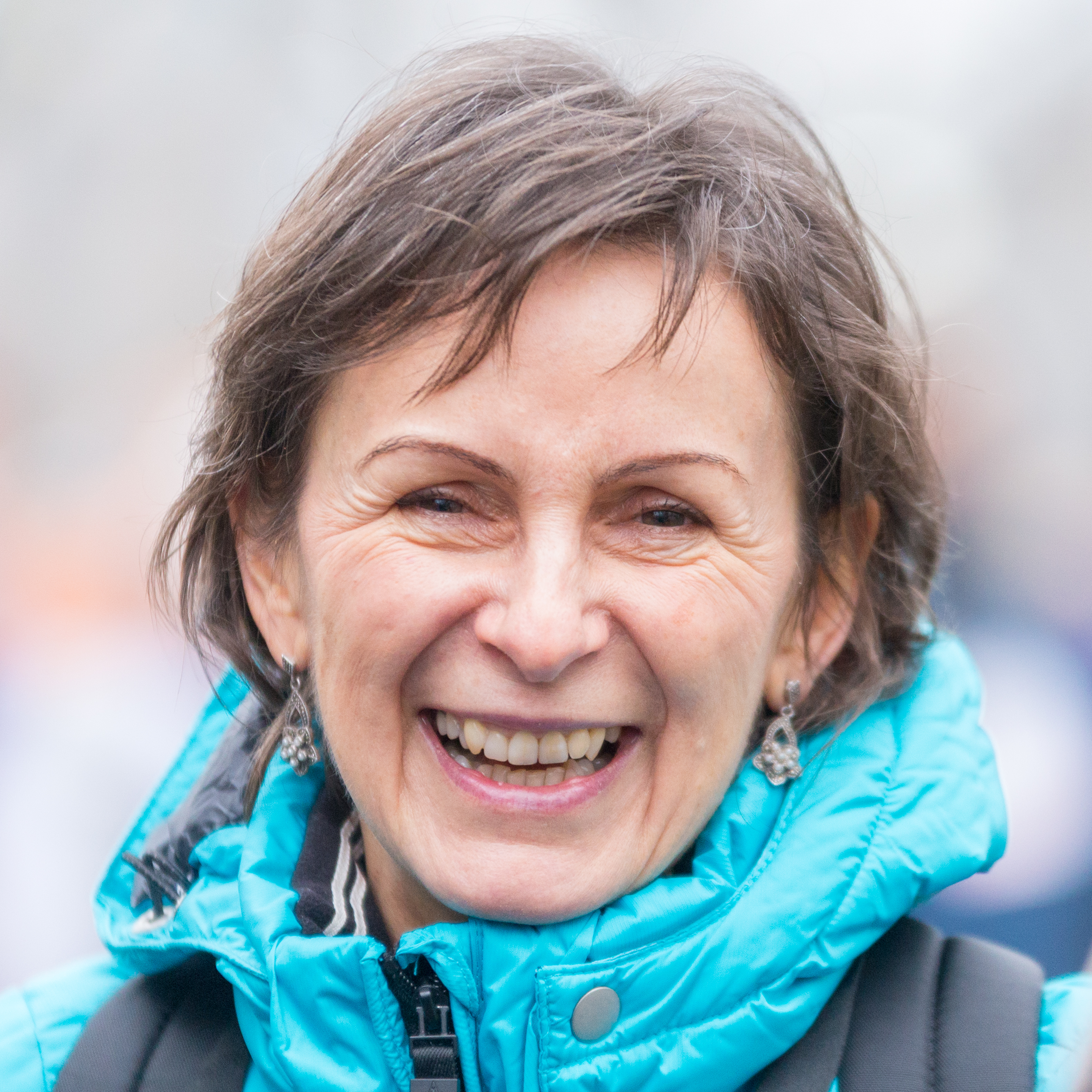
Almut Rudel (2018)

Almut Rudel (* 18. Oktober 1961 in Teuchern, Deutsche Demokratische Republik als Almut Risse) ist eine deutsche Sportjournalistin und -moderatorin. Seit 2016 leitet sie die trimediale Sportredaktion im Landesfunkhaus Sachsen des Mitteldeutschen Rundfunks.

## Leben
Rudel wuchs in Cavertitz sowie Oschatz auf und absolvierte ein Sportstudium in Berlin. Nach dem Ende ihres Studiums arbeitete sie beim Deutschen Fernsehfunk, wo sie die Sportmoderation im Rahmen der Aktuellen Kamera übernahm. Nach der deutschen Wiedervereinigung wechselte sie 1992 zum neu gegründeten Mitteldeutschen Rundfunk, wo sie in der Folge als Moderatorin und Verantwortliche für die Sportberichterstattung beim MDR-Sachsenspiegel tätig war. Mitte Juni 2016 übernahm sie die Leitung der neu gebildeten trimediale Sportredaktion im sächsischen Landesfunkhaus des MDR in Dresden.
Rudel ist in zweiter Ehe verheiratet und Mutter von drei Kindern.